# Zsuanzsuanok
A zsuanzsuanok – európai kutatók kínai forrásokra hivatkozva ázsiai avaroknak is mondják őket – a Zsuanzsuan Birodalom vezető törzsszövetsége voltak.
Európai szerzők feltételezése szerint egyik törzsük a var nevet viselte. A birodalom bukása után ők jöttek volna Európába, és hozták volna létre az Avar Kaganátust. A bizánci források – állítják jeles tudósaink – tudtak arról, hogy a nagy hatalmú zsuanzsuanok nem azonosak az európai avarokkal, ezért utóbbiakat álavaroknak (pszeudoavaroi) hívták, avarok alatt a zsuanzsuanokat értve. Az álavar elmélet ugyanakkor azt is felveti, hogy az európai avarok uar törzse nem zsuanzsuan eredetű, hanem csak felvette az uralkodó  törzs nevét, ahogy az abban a korban elterjedt szokás volt.
Felemelkedésük a Hszienpej Birodalom felbomlásával és a hszienpejek délre, Kínába történő vándorlásával kezdődött a 3. században, de egységes birodalmat csak 400 körül hoztak létre. A kagáni címet viselő uralkodók rendszeresen háborúztak a hszienpej eredetű topák által létrehozott Északi-Vej-dinasztiával, amely hol vazallusként, hol szövetségesként tekintett rájuk. A Zsuanzsuan Birodalom vesztét a göktürkök és a Nyugati-Vej-dinasztia szövetsége hozta el; a sztyeppi kánság helyét a Türk Birodalom vette át. Az utolsó zsuanzsuan kagánt 555-ben végezték ki.

## Nevük eredete
A törzsszövetség neve a leggyakrabban zsouzsan és zsuanzsuan formában jelenik meg a kínai forrásokban, de ezen kívül még pár fonetikai variánsuk fellelhető. Mindezen alakok egy olyan barbár nyelvi szót adnak vissza, amelyet más forrásból nem tudunk azonosítani. A zsouzsuanok saját nevét nem ismerjük. Kínai források a gúnyos zsuzsu (蠕蠕 vagy 茹茹, vonagló féreg, vonagló rovar, zsizsik) vagy zsouzsuan (蝚蠕: kúszó), illetve a 6. századtól a zsujzsuj (芮芮) megjelölést használták rájuk. Egyes tudósok szerint a szóban forgó nevek a mongol bölcs, tiszta, illetve a szabály, elv szó tükrözései, esetleg idegen vagy fekete üröm jelentésűek valamelyik altaji nyelven.

## A zsuanzsuanok története
A füves pusztán élő sztyeppi népek birodalmai sok népet magukba ölelhettek, megnehezítve az egyes népek azonosítását. Vásáry István "egyes kútfők szerint a zsuanzsuanok a hsziungnukból váltak ki, mások szerint a tunghuk, azaz a keleti barbárok leszármazottai lennének, megint mások szerint az Ordosz-vidéki szienpi csoportok közül valók." A 6. század közepén készült Vej su szerint, mely a topa eredetű kínai Északi-Vej-dinasztia évkönyve volt, a zsuanzsuanok őse egy, a topákat szolgáló rab volt 270 körül. Kínai források szerint a zsouzsuanok (柔然) pásztorkodó nép voltak Belső-Ázsia pusztáin az i. sz. 5–6. században. Úgy gondolják, hogy a keleti barbárok (東胡: Tung Hu) közé tartoztak, és a hszienpejek (鮮卑) rokonai voltak. Egyes kínai történészek azt mondják, eredetük szerint a belső-ázsiai pusztát az i. e. 3. századtól az i. sz. 3. századig uraló hsziungnuk (匈奴) leszármazottai voltak.
Korszerű genetikai kutatások bizonyítják, hogy a zsuanzsuanok genetikailag azonosak a közép-ázsiai, későbben a Kárpát-medencében letelepedett avarok vezető rétegével. Úgy gondolják, az avarok neve összekapcsolható a mongol abarga (kúszni) szóval, amely lényegét tekintve megegyezik a kínai zsouzsuan kifejezéssel. Egyes tudósok bizonygatják, hogy a vuhuan (烏桓) nevű nép, esetleg az avarok – kínai forrásokban nevük, többek között, hua (滑) – voltak a zsouzsuanok ősei.
A zsuanzsanok 394–402 között hódoltatták a környező sztyeppei népeket, ordoszi hunokat és hszienpejeket, majd a kaoküket. Az így egyesített birodalom határai északon a Bajkál-tóig, keleten a Hingan hegységig, nyugaton a Kara-sahrtól északra fekvő területekig értek. Később a Tarim-medencét is meghódították, és konfliktusba kerültek a heftalitákkal. A Zsuanzsuan Kaganátus belső megosztottság és külső támadások kombinációja eredményeként, hatalma csúcsán bomlott fel, amikor 552-ben az addig alávetett türkök uralkodója, Tumen összefogott a Nyugati-Vej-dinasztiával, és legyőzte a zsuanzsuanokat. Az uralkodó és megmaradt seregei a Nyugat-Vej területre húzódtak vissza, de a türkök nyomására az ottani uralkodó 555-ben kiadta őket nekik.

## Társadalom

### Had- és államszervezet
A hadszervezetben (és valószínűleg máshol is) a tízes számrendszert használták. 402-ben Sölun, az első zsuanzsuan uralkodó felvette a kagán címet. Ez egy fontos mérföldkő, rövidített formában -kán- ma is használják ázsia-szerte. A kagán mellett volt a kagánasszony, kagatun, rövidített formában: katun. Használatban volt még a sanjü cím is.
Vásáry értékelése: "A zsuanzsuan titulatúra tanulmányozása érdekes és fontos tudományos feladat, mivel a türkök, a régi Belső-Ázsia talán legjelentősebb birodalomalkotói, igen sokat vettek át egykori uraiktól, a zsuanzsuanoktól."
A kagáni tisztséget a fiú örökölte az apjától. A kagatuni tisztség nagy hatalmi körrel járt, különösen trónvillongások esetében volt a kagánasszonynak fontos szerepe. A kínai források megemlékeznek a zsuanzsuanok kancelláriájáról, ahol feljegyzéseket készítettek s bizonyos asztronómiai ismeretekkel rendelkeztek.
"A törzsi vezérek minden évben ugyanabban az időben összejöttek a kagán vezetésével egy állandó helyen Tunhuangtól északra, ahol ünnepélyesen áldozatot mutattak be és tanácskoztak." Hittek az Égben -Tengri, tengrizmus-, de alapvető egyistenhitük (monoteizmus) mellett a szellemekben is bíztak. A szellemek és az emberek között közvetített a törzsi vallás papja. "Bizonyos mértékig a buddhizmusnak is lehetett hatása körükben, ami nem csoda, hiszen Kínában éppen ez idő tájt, az 5. században terjedt el tömegesen a buddhizmus."

### Életmód
A zsuanzsuanok a kínai forrásokban nagyállattartónak (ló, juh) és vadásznak jellemződnek. "Hadi erejük a lovasságra épült, de nagyszámú harcikocsival is rendelkeztek, melyeket az alávetett kaokü néptől szereztek be. Lópáncélt és arany lószerszámot is használtak előkelőik. Kerek nemezsátrakban laktak, melyeket vándorlásaik során összecsomagoltak és kocsikon szállítottak tovább. Táplálékuk kumisz és hús volt, valamint frissen főtt gabona, köles és kendermag. Hajukat kontyba fonva hordták." "Nagy keletje volt a brokátnak, ezt főleg Kínából és Perzsiából szerezték be. Bár kevés tárgyi emlék ismert, valószínű, hogy fejlett bronz- és vasművességgel rendelkeztek."

### Nyelv
Feltehetőleg a mongol egyik korai változatát beszélték.

## A Zsuanzsuanok uralkodói
- Mukhur
- Yujiulü Cheluhui
- Yujiulü Tunugui
- Yujiulü Bati
- Yujiulü Disuyuan
- Yujiulü Pihouba
- Venheti [21]
- Yujiulü Mangeti
- Yujiulü Heduohan
- Yujiulü Shelun
- Yujiulü Hulü
- Yujiulü Buluzhen
- Yujiulü Datan
- Yujiulü Wuti
- Yujiulü Tuhezhen
- Yujiulü Yucheng
- Yujiulü Doulun
- Yujiulü Nagai
- Yujiulü Futu
- Yujiulü Chounu
- Yujiulü Anagui
- Yujiulü Poluomen
- Yujiulü Anagui
- Yujiulü Tiefa
- Yujiulü Dengzhu
- Yujiulü Kangti
- Yujiulü Anluochen
- Yujiulü Dengshuzi